# Laksefjordskatten
Laksefjordskatten er et depotfund fra folkevandringstiden, som blev fundet i sommeren 1929 i Vestre Eikvik i Laksefjorden i Finnmark, Norge.
Den blev fundet af  samen Erik Johnsen under en sten. Fundet består af én stor og fem mindre guldringe, et guldsmykke og en armring af sølv samt nogle benrester. Johnsen solgte skatten til fiskeskipper og kaptajn Lars Ask fra Ålesund for 5 kroner og to kasser sild. Ask solgte skatten videre i 1931 til Ålesund Museum for 1050 kroner efter at den af Oldsaksamlingen var takseret til en metalværdi på 950 NOK, der er 408 g guld i skatten.
I 1970 var den udstillet på Tromsø Museum. Gamvik museum har udtrykt ønske om at få fremstillet en kopi af skatten, selvom museet allerhelst så fundet udstillet i kommunen, hvor den blev fundet. Den var Statens ejendom. Men det vidste finderen ikke, så han solgte den. Efter 80 år mener nogle at Staten ikke kan ekspropriere fundet, og at kravet om statslig ejerskab er forældet. Skatten blev udstillet i Ålesund sommeren 2008. 
Allerede i 1938 tog arkæologen Guttorm Gjessing til orde for at fundet burde deponeres i Tromsø og beklagede, at Tromsø Museum ikke havde penge til købe Laksefjordskatten.